# 쥬라기 월드
《쥬라기 월드》(Jurassic World)는 2015년 공개된 SF 모험 영화로, 《쥬라기 공원》 시리즈의 네 번째 영화이다. 콜린 트러보로가 연출하고 크리스 프랫, 브라이스 댈러스 하워드, BD웡등이 출연했다.

## 줄거리
잭과 그레이 형제는 쥬라기 월드로 알려진 새로운 테마파크가 열리는 이슬라 누블라 섬으로 여행을 떠난다. 이모 클레어 디어링은 공원의 운영 관리자이다. 과거 해군에서 복무하고 윤리학자가 된 오웬 그레이디는 블루, 에코, 델타, 찰리라는 이름의 벨로시랩터 4마리를 훈련시키고 그들의 지능을 연구하고 있다. 명령을 수행할 수 있는 이들의 능력을 바탕으로 빅 호스킨스, 공원의 보안 조치 대장은 공룡을 무기화할 수 있다고 믿는다. 클레어와 공원 소유주인 사이먼 마스라니는 유전학자 헨리 우 박사가 만든 유전자 변형 공룡 인도미누스 렉스의 사육장을 조사한다. 시몬은 방사장을 검사하려고 오웬을 초청한다. 클레어에게 오웬은 인도미누스 렉스는 위험하고 예측 불가능하고, 사회적 기술이 부족한 것을 말해준다. 그러다 인도미누스 렉스가 갑자기탈출한 것처럼 보였는데, 오웬과 두 명의 공원 직원이 인클로저로 들어간다. 알고보니 인도미누스는 주변 환경처럼 위장하고 체온을 조절할 수 있었던 것이었다. 그리고 인도미누스 렉스가 기습 공격을 한다. 오웬은 살아남았지만 인도미누스 렉스가 외부로 탈출하고 다른 두 남자를 잡아먹는다. 다시 우리에 넣을 수 있도록 시몬이 자신의 회사의 투자자를 보호하기 위해 치명적 무기로 제압하는 특수 부대를 보낸다. 그러나 인도미누스 렉스의 위장에 속아 대부분의 부대가 학살된 후, 클레어는 섬의 북부 구역에서 대피를 명령한다. 하지만 그걸 무시한 잭과 그레이는 자이로스코프로로 공원을 탐험하는 동안, 제한된 영역을 입장한다. 결국 인도미누스 렉스가 눈치를 채고 자이로스코프를 파괴하지만 소년들은 간신히 탈출한다. 그들은 원래 쥬라기 공원 방문자 센터의 유적을 찾고 오래된 지프 랭글러 사하라를 수리하여 메인 중심가로 돌아간다. 클레어와 오웬은 소년들을 찾다가 인도미누스 렉스에게 잡힐 뻔한다. 사이먼과 두 명의 기병이 헬리콥터로 인도미누스 렉스를 사냥하기 위해 쫓지만 인도미누스는 공원의 새장에 침입한다. 새장의 익룡들은 풀려나고 헬리콥터는 추락한다. 그 과정에서 사이먼과 그의 부하들은 죽고, 모사사우루스도 익룡을 사냥하며 등장한다. 그레이와 잭은 무장한 인원이 익룡을 격추하는 동안 중심가에서 오웬과 클레어를 찾는다. 지휘를 맡은 빅터는 인도미누스 렉스를 추적하는 데 사용할 랩터를 풀어주라고 명령한다. 그렇게 인도미누스를 찾자 인도미누스 렉스와 랩터들은 서로 소통하기 시작한다. 오웬은 곧 인도미누스 렉스가 벨로시랩터의 DNA을 가지고 있다는 것을 깨닫고, 인도미누스는 그의 지배력을 빼앗아 무리의 새로운 리더가 되었다. 부대는 인도미누스 렉스를 사격하지만 결국 인도미누스는 탈출한다. 랩터들은 인도미누스 렉스와 함께 인간을 습격했고, 교전 중에 찰리가 죽어버렸다. 헨리는 의사의 연구를 보호하기 위해 우 박사와 공룡 배아를 섬에서 대피시킨다. 오웬, 클레어, 그리고 소년들은 더 많은 배아를 확보하기 위해 실험실에서 빅 호스킨스를 발견하지만 델타가 침입하여 그를 죽인다. 오웬은 인도미누스 렉스가 돌아 오기 전에 살아남은 세 마리의 랩터와의 유대를 다시 확립한다. 그들은 인도미누스 렉스를 공격하지만, 먼저 반격당한 블루가 기절해있는 동안 델타와 에코가 사망했다. 클레어는 방목장에서 티라노사우루스 렉스 (이름은 렉시)를 풀고 인도미누스 렉스에게 유인하여 싸우게했지만 렉시도 당하고 만다. 하지만 블루가 회복하여 전투에 다시 합류하였고 렉시와 블루의 협동공격으로 인도미누스 렉스를 모사사우루스가 있는 수조근처까지 모는데, 결국 발악하던 인도미누스 렉스는 갑자기 튀어나온 모사사우루스의 밥이 되고, 다른 사람들은 무사히 모두 섬을 떠난다. 그렇게 이슬라 누블라섬은 공룡들의 낙원이 되었다.

## 출연
- 크리스 프랫 - 오웬 그레이디 역
- 브라이스 댈러스 하워드 - 클레어 디어링 역
- 닉 로빈슨 - 잭 미첼 역
- 타이 심프킨스 - 그레이 미첼 역
- 빈센트 도노프리오 - 빅 호스킨스 역
- 이르판 칸 - 사이먼 마스라니 역
- 오마르 시 - 배리 셈벤 역
- B. D. 웡 - 헨리 우 박사 역
- 제이크 존슨 - 로워리 크루서스 역
- 로런 래프커스 - 비비언 역
- 브라이언 티 - 카타시 하마다 역
- 케이티 맥그래스 - 자라 영 역
- 주디 그리어 - 캐런 미첼 역
- 앤디 버클리 - 스콧 미첼 역

공룡
- 벨로키랍토르(블루,델타,찰리,에코)
- 티라노사우루스(렉시)
- 인도미누스 렉스
- 인도랩터
- 유오플로케팔루스
- 트리케라톱스
- 파라사우롤로푸스
- 아파토사우루스
- 갈리미무스
- 파키케팔로사우루스
- 딜로포사우루스
- 안킬로사우루스
- 프테라노돈